# Championnat d'Irak féminin de football
Le championnat d'Irak féminin de football est une compétition féminine de football qui oppose les meilleures équipes féminines d'Irak.

## Palmarès
| Édition        | Vainqueur         | Deuxième          |
| -------------- | ----------------- | ----------------- |
| 2015-2016      | Ghaz Al-Shamal    | Zerevani          |
| de 2016 à 2020 | Non organisé      | Non organisé      |
| 2020-2021      | Naft Al-Shamal    | Nineveh Girls     |
| de 2021 à 2023 | Non organisé      | Non organisé      |
| 2023-2024      | Al-Qowa Al-Jawiya | Naft Al-Shamal SC |